# 仙台市立中山小学校
仙台市立中山小学校（せんだいしりつ なかやましょうがっこう）は、宮城県仙台市青葉区中山1丁目にある公立小学校である。通称は「中山小」（なかやましょう）、「中小」（なかしょう）。

## 概要
1964年（昭和39年）に、当時の仙台市北西部で始まった中山ニュータウンの開発に伴い、1968年（昭和43年）に仙台市立荒巻小学校から分離開校した小学校である。
開校年の児童数は274人だったが年々増加し、1974年（昭和49年）に1,668人まで膨れ上がって最初のピークとなった。翌1975年（昭和50年）に仙台市立桜丘小学校が分離開校して1,230人に減少したが、第二次ベビーブーム世代が入学し始めたため再び増加に転じ、1978年（昭和53年）に1,777人と、当校の最大児童数を記録した。そのような中、同年6月12日に宮城県沖地震に見舞われた。当地は大きな被害が少なかったものの、当校は被害を受けて一部の教室が閉鎖となり、教育環境がさらに悪化した。また、都市ガス（仙台市ガス局）の復旧に31日間要したため、自前給食体制の当校では復旧まで調理した給食が供されなかった。この年、82人いるクラスが存在するほど劣悪な教育環境のマンモス校となってしまい、特別教室を普通教室に転用したり、校庭にプレハブ校舎を2棟建てたりして対応した。
翌1979年（昭和54年）に仙台市立川平小学校および宮城町立吉成小学校（現・仙台市立吉成小学校）が分離開校して1,150人となり、これ以降は児童数が減少し始めた（以上の児童数は各年5月1日の値）。2012年4月9日現在の児童数は501人、2021年の児童数は542人、22学級、教職員39人。

## 沿革
- 1968年（昭和43年）4月1日 - 仙台市立荒巻小学校（北緯38度17分12.1秒 東経140度51分24.3秒 / 北緯38.286694度 東経140.856750度）より分離開校（北緯38度17分31.5秒 東経140度51分0.1秒 / 北緯38.292083度 東経140.850028度）。住所は「仙台市荒巻字鳶巣山」[8]。
- 1974年（昭和49年） - 児童数が1,668人まで膨れ上がり、最初のピークとなる。
- 1975年（昭和50年）4月1日 - 仙台市立桜丘小学校（北緯38度18分12.2秒 東経140度50分58.5秒 / 北緯38.303389度 東経140.849583度）が分離開校。
- 1977年（昭和52年）7月4日 - 住居表示の実施に伴い、住所が「仙台市中山一丁目」に変更された[8][9]。
- 1978年（昭和53年）
  - 児童数が1,777人まで膨れ上がり、当校史上最多となる。
  - 6月12日 - 宮城県沖地震に見舞われ、校舎が一部損壊。
  - 特別教室を普通教室に転用したり、校庭にプレハブ校舎を2棟建てたりして対応。
- 1979年（昭和54年）4月1日 - 仙台市立川平小学校（北緯38度18分20.5秒 東経140度50分14.4秒 / 北緯38.305694度 東経140.837333度）および宮城町立吉成小学校（現・仙台市立吉成小学校。北緯38度17分26.4秒 東経140度49分31.9秒）がそれぞれ分離開校。
- 1989年（平成元年）4月1日 - 政令指定都市移行に伴い、住所が「仙台市青葉区中山一丁目」に変更された。

## 学区
- 仙台市青葉区[10][11]
  - 荒巻本沢1丁目（1～10番）
  - 荒巻本沢3丁目（8～22番）
  - 川平1丁目
  - 桜ケ丘1丁目（1～5番）
  - 滝道
  - 中山1丁目
  - 中山2丁目
  - 中山3丁目
  - 中山4丁目
  - 中山5丁目
  - 中山6丁目

## 進学先中学校
出典
- 仙台市立中山中学校

## 周辺
- 社会福祉法人仙台市社会事業協会幼保連携型認定こども園中山保育園 - 敷地が隣接、かつ進学前保育園のひとつ。
- 荒巻本沢緑地
- たきみち公園
- 仙台市荒巻学校給食センター
- このほか、小中規模のマンション・アパートなども点在。

## アクセス
- 仙台市営バス「810」・「815・S815」・「X817・S817」・「821・S821」・「825・S825」・「910・S910」・「911・S911」・「917・S917」・「918・S918」の各系統で、「中山二丁目」停留所より、
  - 仙台駅前行のりばから、徒歩約515m・約8分。
  - 泉ビレジ四丁目・西中山・根白石下町・市営バス実沢営業所前・西勝山・貝ヶ森一丁目方面行のりばから、徒歩約535m・約8分。
- JR東日本仙山線北山駅から、徒歩約1.1km・約17分。
  - 学校敷地から駅まで、最短直線距離は、約640m程だが、学校付近の道路形状が悪いため、遠廻りとなる。